# Сборная Японии по регбилиг
Сборная Японии по регбилиг — национальная команда, представляющая Японию в соревнованиях по регбилиг. Известна под прозвищем «Самураи», участвовала в соревнованиях с 1994 года. Первый чемпионат был проведён в 1998 году и долгое время не разыгрывался.

## История
Регбилиг впервые появился в Японии в 1993 году благодаря австралийцу Максу Манниксу, который выступал за клубы Национальной регбийной лиги «Кентербери-Бэнкстаун Булдогс» и «Иллаварра Стиллерз». В Японии он связался с руководством Регбилиг Австралии и обратился с просьбой допустить в розыгрыш Мирового турнира по регбилиг-7 1994 года, намеченной на проведение в Сиднее, японскую команду. Манниксу дали время на подготовку японской команды, и за пять месяцев он добился перевода нескольких группы японских регбистов в регбилиг. При помощи своего брата Грега и Масаюки Ватабе игроки проводили тренировки на побережье реки Тама в окрестностях Токио.
В сентябре 1993 года японцы получили предложение принять участие в турнире по регбилиг-7. Японский регбийный союз пригрозил игрокам дисквалификацией в случае участия в турнире, однако команда отказалась сниматься с турнира. На турнире по регбилиг она сыграла против команд Тонга, Великобритании и России, проиграв все три матча, но её яростно поддерживали болельщики, а команде предложили вернуться на турнир в 1995 году. В 1996 году прошёл студенческий чемпионат мира, где участвовала сборная Японии под руководством Макса Манникса в качестве главного тренера и Кена Айзекса как менеджера. В английском Уоррингтоне японцы сыграли против команд Шотландии, Англии, Франции и США. В 1997 году на университетском Кубке мира Кен Айзекс был тренером, а менеджером стал Сёдзи Ватанабе. Тогда же в Японии появился первый игрок профессионального регбилиг-клуба Кендзи Иманага, получивший стипендию от «Кентербери-Бэнкстаун Булдогс», а за ним последовал и Рёити Одзима. При поддержке Питера «Буллфрога» Мура они стали игроками основы клуба «Мурбанк», которым руководил Кевин Мур.
В 1995 году сборная Японии в Брисбене провела первый свой официальный матч по регбилиг, победив Канаду, однако японскую команду дисквалифицировали, обвинив в том, что она выпустила на поле незарегистрированного игрока. Японцы в ответ заявили, что их игрока не зарегистрировали из-за расовой дискриминации, однако японский протест остался без внимания. В 1997 году в Японии побывала с визитом сборная Нового Южного Уэльса до 20 лет, а в 1998 году — сборная Ливана. В 1999 году была проведена ещё одна игра против Канады в рамках отбора на чемпионат мира 2000 года, которую японцы выиграли 14:0. Тем не менее, поражение от США в предыдущем круге лишило их поездки на чемпионат мира. В 2000 году японцы сыграли на Турнире развивающихся наций под руководством Тони Смита, который позже прославился по работе в 2008—2009 годах со сборной Англии.
Регбилиг в Японии развивается очень слабо, поскольку из-за небольших каникул и склонности к регби-15 и регби-7 игроки почти не собираются. Япония обсуждала в 2014 году возможность участия в чемпионате Азии по регбилиг и присоединении к сборным Таиланда и Филиппин.

## Состав
Заявка на чемпионат мира среди развивающихся наций 2018 года.
- Кадзуки Фукусигэ
- Лэклан Грив
- Аманэ Кониси
- Юки Мотидзуки
- Итару Мацуо
- Энемарки Сибасаки
- Гехамат Сибасаки
- Кэндзи Цуцуи
- Шон Гэбитс
- Таоу Сугано
- Горка Гередиага Эчабуру
- Хироси Фукасава
- Кэнта Карино
- Кохэй Исикава
- Кейсукэ Накаи
- Акихито Касиваба
- Джей Браун
- Футоси Карино
- Рэйдзи Сано
- Дуглас Стритер

## Рейтинг
Япония не является полным членом Международной федерации регбилиг, поэтому с ноября 2012 года не числится в её рейтинге сборных. В 2009 году она занимала 17-е место, спустившись на 20-е место.

## Выступления
- Мировой турнир по регбилиг-7: 1994, 1995, 1996, 1997; квалификационные этапы 2003 и 2004
- Мировой турнир по регбилиг-9: 1996, 1997
- Турнир развивающихся наций: 2000
- Турнир по регбилиг-9 в Новом Южном Уэльсе: 2004—2013

В 2002 и 2003 годах Япония участвовала в турнире «East-West Challenge» в США. В 2003 году проводился Челлендж Северотихоокеанских клубов — матч между чемпионами Японии и США. Клуб «Кагосима Бронкос» в одном из таких матчей нанёс поражение американскому клубу «Нью-Йорк Найтс».